# Coppa Italia di calcio da tavolo 2007
La prima coppa italia primavera di calcio da tavolo venne organizzato dalla F.I.S.C.T. a Chianciano Terme nel 2007.

## Risultati

### Semifinali
- Pierce 14 - Lazio 1 - 2
- Eagles - Fighters 1 - 1 (6-7 d.r.)

### Finale
| Lazio          | Fighters    | 1 | 1 |
| -------------- | ----------- | - | - |
| Tagliaferri D. | Peluso A.   | 4 | 0 |
| Tagliaferri G. | Feo A.      | 0 | 5 |
| Napolitano D.  | Battista L. | 1 | 1 |

## Formazione della Squadra Coppa Italia
| Peluso Antonio |
| Feo Antonio    |
| Battista Luca  |
| -------------- |